# Chepesch-en-pet-mehtit
Chepesch-en-pet-mehtit ist der Name einer altägyptischen Himmelsgottheit des Sternbildes Großer Bär. Der Name Chepesch-en-pet-mehtit ersetzte im Neuen Reich in Verbindung mit dem altägyptischen Totenbuch in einer Variante die ältere Gottesbezeichnung Mesechtiu-em-pet-mehtit.
Im Neuen Reich fungierte Chepesch-en-pet-mehtit mit der Sonnenscheibe Aton als Vorbereiter des Throns für den Verstorbenen.